# Římskokatolická farnost u kostela Zvěstování Panny Marie, Brno-Tuřany
Římskokatolická farnost u kostela Zvěstování Panny Marie, Brno-Tuřany je územní společenství římských katolíků v Brně, s farním kostelem Zvěstování Panny Marie v místě prastarého mariánského poutního místa. Farnost je spravována řádem augustiniánů-kanovníků (CRV).

## Území farnosti
Do farnosti náleží území těchto někdejších obcí na území města Brna:
- Brněnské Ivanovice s kaplí Panny Marie (1725–1739),
- Dvorska s kaplí svatých svatého Valentina a svatého Václava,
- Holásky s kapličkou,
- Brno-Chrlice s kaplí Panny Marie (1908),
- Brno-Tuřany s farním kostelem Zvěstování Panny Marie a kaplemi Zjevení Panny Marie v trní (1901), padlých (17. století), hřbitovní Zmrtvýchvstání Páně (1868) a sousoším Piety.

## Historie
Podle tradice sahají dějiny tuřanského poutního místa až do doby svatých Cyrila a Metoděje. Ti měli na Moravu přinést též sošku Marie, později kolem roku 1050 znovunalezenou chrlickým rolníkem Horákem v trní. Ještě ve středověku se místo nálezu sošky stalo poutním místem, tuřanská fara je doložena ve 13. století. V průběhu času, zejména v 17. století se dále zvyšovala úcta věřících k tuřanskému poutnímu místu, mimo jiné také aktivitou olomouckého kardinála Františka z Districhštejna a tuřanského faráře Jiřího Pekaře-Pistoria, jehož zásluhou se o Tuřanech dochovalo velké množství informací.
Vzrůstající počet poutníků si časem vyžádal rozsáhlé úpravy kostela, zejména jeho rozšíření. Takto rozšířený kostel načas v době svého vpádu na Moravu znesvětili Švédové, když z kostela učinili konírnu. Tuřanská soška Panny Marie byla včas ukryta, nejprve v Brně a poté ve Vídni. Její slavný návrat do Tuřan roku 1649 měl podobu velkého procesí. V té době si Tuřany oblíbil Bohuslav Balbín, autor knihy Diva Turzanensis vydané roku 1658. O osm let později přišli do Tuřan jezuité. Asi v druhé polovině 17. století byl kolem starého kostela zbudován čtyřkřídlý obdélný ambit se čtveřicí kaplí v nárožích. Roku 1693 započali jezuité vedle starého kostela se stavbou kaple zasvěcené svaté Anně. Ta byla do podoby dnešního barokního kostela rozšířena v letech 1804–1806. Starý kostel byl zbořen a jeho mariánské patrocinium přešlo na nový, rozšířený kostel. Ten byl v letech 1888–1891 opatřen nepříliš obvyklým barokním dvojvěžím, spojeným s kostelem arkádou a otevřenou sloupovou galerií.

## Duchovní správci
Farářem je od 1. února 2005 P. Mgr. Luboš Pavlů, CRV. 

## Současnost

Areál mše svaté s Benediktem XVI.

Dne 27. září 2009 sloužil – během své návštěvy České republiky – na letišti v Brně-Tuřanech mši papež Benedikt XVI. za účasti přibližně 120 000 lidí. Čestné místo v prostoru baldachýnu měla tuřanská soška Matka Boží v trní.

Dnem vzájemných modliteb farností za bohoslovce a bohoslovců za farnosti brněnské diecéze je 29. květen. Adorační den připadá na 25. listopadu
Ve farnosti se pravidelně koná tříkrálová sbírka. Při sbírce v roce 2016 se vybralo v Tuřanech 67 919 korun a v Chrlicích 36 357 korun.
Farnost se pravidelně účastní projektu Noc kostelů, při bohoslužbách vystupuje chrámový sbor.